# Haines City
Haines City ist eine Stadt im Polk County im US-Bundesstaat Florida.  Das U.S. Census Bureau hat bei der Volkszählung 2020 eine Einwohnerzahl von 26.669 ermittelt.

## Geographie
Die Stadt liegt rund 35 km nordöstlich von Bartow sowie etwa 50 km südwestlich von Orlando.

## Geschichte
Haines City erhielt durch die South Florida Railroad im Jahr 1884 erstmals Anschluss an das Eisenbahnnetz. 1912 errichtete die Atlantic Coast Line Railroad eine weitere Strecke von Haines City nach Sebring.

## Demographische Daten
Laut der Volkszählung 2010 verteilten sich die damaligen 20.535 Einwohner auf 9.076 Haushalte. Die Bevölkerungsdichte lag bei 955,1 Einw./km². 53,4 % der Bevölkerung bezeichneten sich als Weiße, 27,5 % als Afroamerikaner, 0,5 % als Indianer und 1,4 % als Asian Americans. 14,4 % gaben die Angehörigkeit zu einer anderen Ethnie und 2,7 % zu mehreren Ethnien an. 38,9 % der Bevölkerung bestand aus Hispanics oder Latinos.
Im Jahr 2010 lebten in 40,5 % aller Haushalte Kinder unter 18 Jahren sowie 31,0 % aller Haushalte Personen mit mindestens 65 Jahren. 75,5 % der Haushalte waren Familienhaushalte (bestehend aus verheirateten Paaren mit oder ohne Nachkommen bzw. einem Elternteil mit Nachkomme). Die durchschnittliche Größe eines Haushalts lag bei 2,96 Personen und die durchschnittliche Familiengröße bei 3,35 Personen.
30,8 % der Bevölkerung waren jünger als 20 Jahre, 27,3 % waren 20 bis 39 Jahre alt, 22,4 % waren 40 bis 59 Jahre alt und 19,4 % waren mindestens 60 Jahre alt. Das mittlere Alter betrug 34 Jahre. 49,4 % der Bevölkerung waren männlich und 50,6 % weiblich.
Das durchschnittliche Jahreseinkommen lag bei 36.261 $, dabei lebten 25,8 % der Bevölkerung unter der Armutsgrenze.
Im Jahr 2000 war Englisch die Muttersprache von 75,10 % der Bevölkerung, spanisch sprachen 22,14 % und 2,76 % hatten eine andere Muttersprache.

## Sehenswürdigkeiten
Folgende Objekte sind im National Register of Historic Places gelistet:
- Downtown Haines City Commercial District
- Old Central Grammar School
- Old Haines City National Guard Armory
- Polk Hotel
- St. Mark’s Episcopal Church

## Verkehr
Haines City wird von den U.S. Highways 17, 27 (SR 25) und 92 (SR 600) sowie den Florida State Roads 17 und 544 durchquert. Der Orlando International Airport liegt rund 60 km nordöstlich der Stadt.

## Söhne und Töchter der Stadt
- Sevyn Streeter (* 1986), R&B-Sängerin und Songwriterin